# Конституция Сахарской Арабской Демократической Республики
Конституция Сахарской Арабской Демократической Республики (САДР) была впервые обнародована в 1976 году, но с тех пор она несколько раз менялась. Последняя серьёзная переработка была произведена в 1991 году, однако эта версия была дополнительно изменена Сахарским национальным советом — парламентом САДР в изгнании — в 1995 и 1999 годах.
Конституция предусматривает разделение властей между судебной, законодательной и исполнительной ветвями власти. Она называет арабский язык национальным языком, а ислам государственной религией и предоставляет каждому гражданину свободу слова и право собственности. Далее Конституция определяет, что независимая Западная Сахара является многопартийной демократией с рыночной экономикой.
Однако в настоящее время конституция связывает САДР с Фронтом ПОЛИСАРИО, который работает над созданием независимой Западной Сахары. Генеральный секретарь Фронта ПОЛИСАРИО конституционно идентичен президенту Сахарской Арабской Демократической Республики до достижения независимости. Это связано с тем, что в конституции проводится различие между Западной Сахарой до и после обретения независимости. Таким образом, некоторые статьи не вступят в силу до провозглашения независимости, а затем произойдут различные изменения в политическом порядке (см. например статьи 9, 10, 30, 31, 45). Среди прочего, в конституции подробно описывается переходный этап после провозглашения независимости (см. статьи 130—133, глава третья), на котором ПОЛИСАРИО отделяется от республики и, в частности, преобразовывается в политическую партию. Таким образом, САДР остаётся системой с доминирующей партией.